# La Chute de l'ange (Chagall)
Pour les articles homonymes, voir La Chute de l'ange.
La Chute de l'ange est un tableau du peintre russe, soviétique puis français Marc Chagall commencé en 1923 et achevé en 1947. Cette huile sur toile représente principalement un ange rouge en pleine chute. Elle est conservée au Kunstmuseum, à Bâle.